# Западно-Сибирская нефтегазоносная провинция
Западно-Сибирская нефтегазоносная провинция — расположена на Западно-Сибирской равнине. Приурочена к осадочному чехлу Западно-Сибирской плиты. На востоке ограничена рекой Енисей, на западе — Уральскими горами, на юге — границей с Казахстаном и Алтайскими горами, а на севере — Карским морем.
Основная масса месторождений расположена в пределах Тюменской области (Ханты-Мансийский и Ямало-Ненецкий автономные округа и Уватский район), также месторождения имеются в Томской области, Омской области, Свердловской области, Новосибирской области и Красноярском крае.

## Геологическое строение
По геологическому строению Западно-Сибирская провинция представляет собой эпипалеозойскую тектоническую плиту с мощным мезозойско-кайнозойским осадочным чехлом. Она расчленена на крупные депрессии и замкнутые поднятия первого порядка (своды и мегавалы). Как впадины, так и своды осложнены поднятиями второго порядка и локальными структурами. Локальные поднятия соответствуют выступам фундамента, амплитуда поднятий уменьшается вверх по разрезу осадочного чехла. Углы наклона крыльев структур продуктивных горизонтов редко превышает 1-2 градуса. Палеозойские отложения фундамента сильно дислоцированы и метаморфизованы. Фундамент плиты погружается в направлении от краев к центру и в северном направлении. В северной части провинции толщина осадочного чехла может составлять 4 км и более.
Фундамент платформы породами сложен герцинидами, каледонидами, байкалидами и перекрыт пластами пород от юрского до антропогенового возраста (мощностью от 1 до 8 км). Породы, содержащие нефть и газ, представлены песчаниками и алевролитами юрского и мелового возраста. Мощность нефтегазоносных пластов — от 1 до 45 м, глубина залегания — 1500—3000 м.

## Запасы
В Западно-Сибирской провинции выделяются 15 нефтегазоносных областей. Каждая из них, в свою очередь, включает несколько нефтегазоносных районов. Четыре области на севере провинции (Южно-Карская, Надым-Пурская, Пур-Тазовская, Ямальская, Гыданская и Усть-Енисейская) преимущественно газоносные. Восточно-Уральская, Приуральская и Красноленинская на западе, Фроловская, Среднеобская и Каймысовская в центре, Васюганская, Пайдугинская и Предъенисейская на востоке — нефтегазоносные, содержат, в основном, ресурсы нефти.
Нефтегазоносность отложений выявлена в широком стратиграфическом диапазоне, от пород палеозойского фундамента до туронских отложений верхнего мела.
Всего в Западной Сибири открыто более 500 месторождений нефти, газа и газоконденсата. Крупнейшие месторождения — Уренгойское, Бованенковское, Самотлорское, Мамонтовское, Федоровское, Приобское и т. д. Разведочное и промышленное освоение начато в 1950—1960-х гг.